# Jean Schneitzhoeffer
Jean-Madeleine Schneitzhoeffer (* 13. Oktober 1785 in Toulouse; † 4. Oktober 1852 in Paris) war ein französischer Komponist. Sein Ballett La Sylphide (1832) gilt als erstes romantisches Ballett der Musikgeschichte.

## Leben
Schneitzhoeffer studierte am Conservatoire de Paris bei Charles-Simon Catel und wurde 1803 mit einem Zweiten Preis im Fach Klavier ausgezeichnet. Ab 1807 leitete er eine Klasse für Solfège am Conservatoire und trat 1815 als Paukist in die Pariser Oper ein. 1823 wurde er dort zum Chef du chant ernannt. 1831 bis 1850 leitete er eine Chorausbildungsklasse am Pariser Conservatoire.
1840 wurde Schneitzhoeffer Mitglied der Ehrenlegion.

## Werk

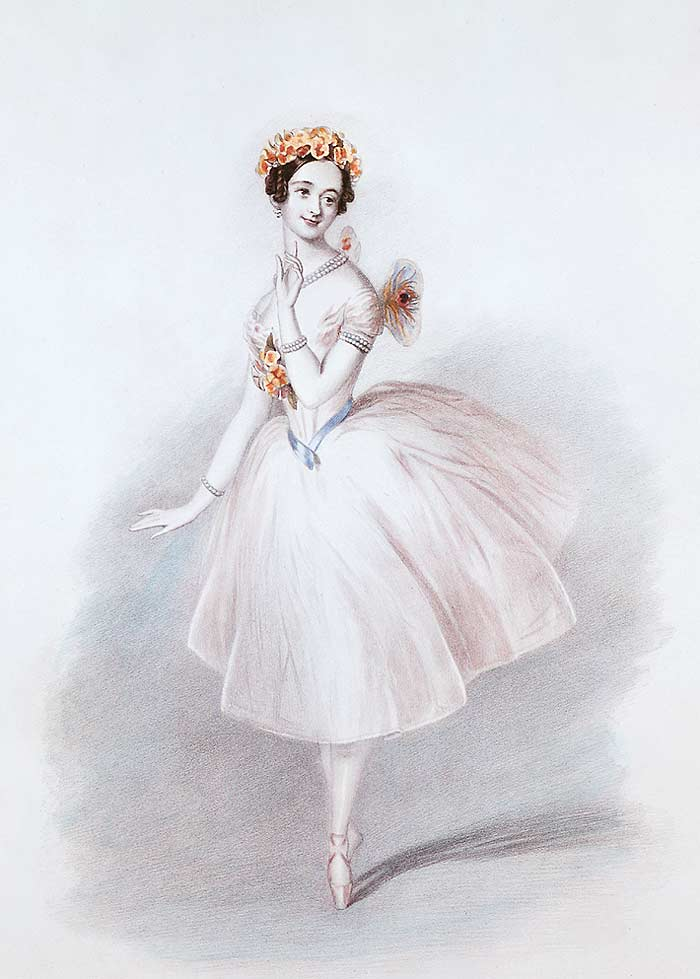
Marie Taglioni in der Titelrolle von Schneitzhoeffers Ballett La Sylphide (1832)

Schneitzhoeffer komponierte Orchesterwerke und ein Requiem. Er hinterließ vier komplette Ballettmusiken (sowie Teile zu weiteren Balletten), die im Auftrag der Pariser Oper entstanden. Am bekanntesten wurde die für Marie Taglioni geschriebene Ballettmusik La Sylphide, die am 12. März 1832 mit der Choreographie ihres Vaters Filippo Taglioni uraufgeführt wurde. La Sylphide gilt aufgrund ihres Sujets, das Erscheinungen des Übernatürlichen mit der Welt der Sterblichen verbindet, als erstes romantisches Ballett der Musikgeschichte. Trotz großen Erfolges verschwand die Komposition für mehr als 100 Jahre aus dem Repertoire der Pariser Oper (eine 1836 von Herman Severin Løvenskiold komponierte Musik zum gleichen Thema wurde von späteren Choreographen vielfach bevorzugt) und dort erst 1972 wieder ins Programm genommen.